# Јована Пантић
Јована Пантић (Шабац, 1992) српска је глумица.

## Биографија
Јована Пантић рођена је у Шапцу. Глумом је почела да се бави у другом разреду основне школе, када је постала чланица независне драмске асоцијације „Весело мајмунче“, коју су основали глумци Љубиша Баровић и Слободан Петрановић. Ту се задржала све до одласка на студије. Глуму је дипломирала на Факултету драмских уметности Универзитета уметности у Београду, у класи професора Драгана Петровића Пелета. Са њом на класи били су Тамара Алексић, Владимир Вучковић, Анђела Јовановић, Марко Грабеж, Михаило Јовановић, Ђорђе Стојковић, Марта Бјелица, Јована Стојиљковић, Страхиња Блажић, Нина Нешковић и Вучић Перовић.
Своју дипломску представу, Бечка столица, Јована Пантић је одиграла на сцени „Култ“ Установе културе „Вук Стефановић Караџић“, заједно са колегом Михаилом Јовановићем, 7. априла 2015. године. У међувремену, током студија, Јована Пантић је остварила улоге у краткометражним филмским пројектима Пролећна сунца и Добар сусед. На сцени Шабачког позоришта, Јована Пантић је потом остварила улоге у представама Један мали сан, један сничак, односно Мата Хари, на чијој је премијери проглашена за глумца вечери. Такође, у путујућој представи за децу, Љубав је музика, Јована је остварила улогу Гркиње Јаки, која игра Сиртаки. У комаду Претпоследња панда или Статика, који је одигран као прва премијера у сезони 2018/19, Јована Пантић је од редитеља Максима Милошевића добила улогу Марије. Уз њу је улоге у тој представи остварило троје сталних чланова ансамбла Шабачког позоришта, Кристина Пајкић, Страхиња Баровић и Милош Војновић. Поред професионалног ангажмана, држи часове глуме у основним школама „Стојан Новаковић“ и „Николај Велимировић“.

## Улоге

### Позоришне представе
| Представа                      | Улога         | Текст         | Драматургија    | Режија           | Позориште                   | Премијера          |
| ------------------------------ | ------------- | ------------- | --------------- | ---------------- | --------------------------- | ------------------ |
| Бечка столица                  |               | Никола Кољада | Никола Кољада   |                  | УК „Вук Стефановић Караџић“ | 7. април 2015.     |
| Један мали сан, један сничак   |               |               |                 | Зоран Карајић    | Шабачко позориште           | 22. децембар 2016. |
| Мата Хари                      | Маргарет Зеле | Ида Јовић     | Ида Јовић       | Снежана Удицки   | Шабачко позориште           | 6. октобар 2017.   |
| Љубав је музика                | Јаки          | Сара Пагани   |                 |                  | Културни центар Шабац       |                    |
| Претпоследња панда или Статика | Марија        | Дино Пешут    | Марија Ратковић | Максим Милошевић | Шабачко позориште           | 3. новембар 2018.  |

### Филмографија
| Год.  | Назив          | Улога   |
| ----- | -------------- | ------- |
| 2013. | Пролећна сунца | девојка |
| 2015. | Добар сусед    | глумица |

## Награде и признања
- Признање за глумца вечери на премијери представе Мата Хари, Шабачког позоришта.[8]